# Parti libéral-conservateur (Canada)
Pour les articles homonymes, voir Parti libéral-conservateur.
Le Parti libéral-conservateur était le nom officiel de l'ancien parti conservateur du Canada jusqu'en 1873. Toutefois, plusieurs candidats conservateurs continuent de se présenter sous cette dénomination aussi tard que l'élection de 1911 ; inversement, d'autres se présentaient tout simplement en tant que conservateurs avant 1873. Dans plusieurs des premières élections au Canada, il y a à la fois des candidats libéral-conservateurs et des candidats conservateurs. Toutefois, il s'agit seulement de différentes appellations utilisées par les candidats du même parti : ils faisaient tous partie du gouvernement de John A. Macdonald et les candidats conservateurs et libéral-conservateurs officiels ne se faisaient généralement pas compétition. C'était également monnaie courante pour un candidat de se présenter sous une appellation à une élection et de se représenter sous l'autre dans une élection subséquente.

## Histoire
L'origine du nom provient de la coalition de 1854 dans laquelle des réformistes modérés et des conservateurs du Canada-Ouest se joignirent aux députés du parti bleu du Canada-Est, sous la double direction des Premiers ministres Allan MacNab et Augustin-Norbert Morin. Au cours du demi-siècle suivant, le parti libéral-conservateur évolue pour devenir le parti libéral du Canada, qui revendique aujourd'hui son origine à 1867 quand libérals-conservateurs et conservateurs n'utilisaient pas toujours l'étiquette changeante de leur parti lors des élections.